# Lethe vajra
Lethe vajra är en fjärilsart som beskrevs av Hans Fruhstorfer 1911. Lethe vajra ingår i släktet Lethe och familjen praktfjärilar. Inga underarter finns listade i Catalogue of Life.